# Vlag van Oostkamp
De vlag van Oostkamp werd door de gemeenteraad op 6 december 1984 officieel vastgesteld als de gemeentelijke vlag van de West-Vlaamse gemeente Oostkamp. Op 3 juni 1985 werd hij door het Bestuur van Vlaanderen bevestigd en uiteindelijk gepubliceerd op 8 juli 1986 in het officiële Belgisch Staatsblad.
Officieel wordt de vlag beschreven als:
Rood met een witte schuinbalk, vergezeld van zes witte mereltjes, zoomsgewijze geplaatst.
De vlag is volledig gebaseerd op het gemeentewapen en ziet er dus helemaal hetzelfde uit.

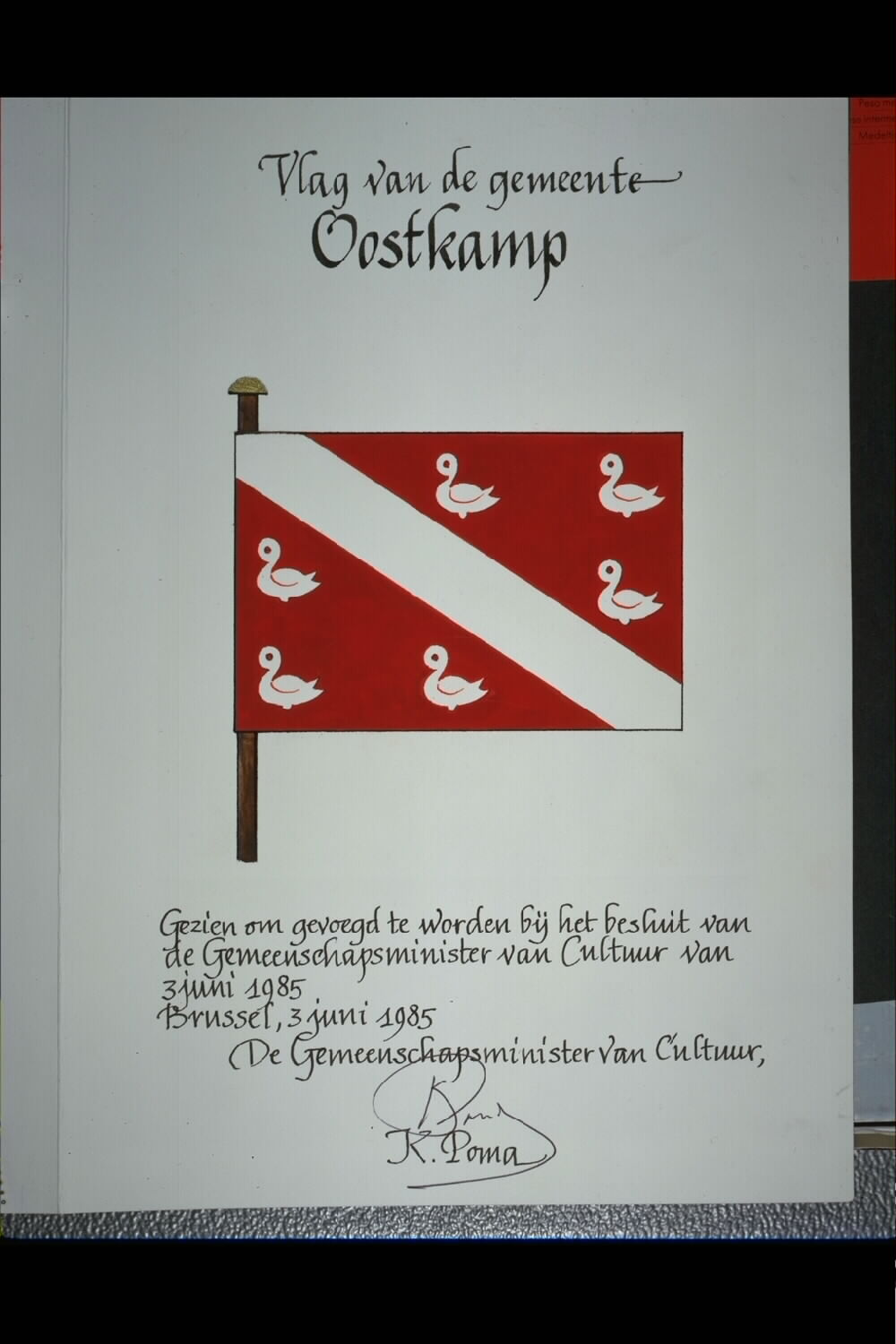
Ontwerp vlag getekend door Karel Poma